# Blood chit

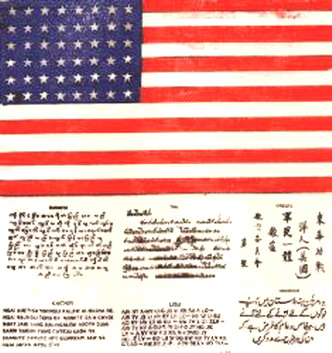
Blood chit scritto in varie lingue

Il blood chit è un documento scritto in lingue locali di cui si dotano militari e personale aviotrasportato quando sorvolano zone di cui non conoscono la lingua.
Il documento può essere scritto su di un foglio ma a volte è stato scritto anche sulla fodera all'interno di una giacca. Solitamente in questi fogli ci sono indicazioni scritte in cui si chiede a chiunque di prestare soccorso e assistenza in cambio di ricompense. L'esercito americano ne fa abitualmente uso in zone come l'Afghanistan dove esistono molti dialetti e lingue diverse. I blood chit sono stati usati in larga scala nella seconda guerra mondiale e durante la guerra di Corea.
Negli ultimi anni sono stati dotati di un numero seriale per poterne seguire l'autenticità e risalire al personale a cui furono consegnati. L'esercito americano non fornisce informazioni esatte sul loro utilizzo con la motivazione di salvaguardare chi ha fornito assistenza da eventuali ritorsioni o vendette.